# سسیل کندی

سسیل کندی (به انگلیسی: Cecil Kennedy)، (زاده ۴ فوریه درلیتون - درگذشته ۱۲ دسامبر ۱۹۹۷ در سنت آلبنز) نقاش بریتانیایی بود که بیشتر به خاطر نقاشی‌های آبرنگ دقیقش از گلها شناخته شده است. او عادت داشت در نقاشی‌هایش یک حشره یا زنبور عسل هم بکشد.
آگهی ترحیم کندی در ایندپندنت و کودد یافت می‌شود.